# Boa Esperança (Minas Gerais)
Boa Esperança é um município brasileiro do estado de Minas Gerais. Localiza-se a uma latitude 21º05'24" sul e a uma longitude 45º33'57" oeste, estando a uma altitude de 775 metros. Sua população recenseada em 2022 era de 39 848 habitantes, de acordo com o IBGE.
É neste município que se encontra a Serra da Boa Esperança, a qual se tornou célebre através da música que leva seu nome, composta por Lamartine Babo e interpretada por diversos cantores. Por seu território passa o Rio Grande, importante para o desenvolvimento da região.

## História
O município de Boa Esperança remonta sua origem ao desbravamento dos faiscadores que, a procura do ouro na região, estabeleceram um povoado em 1778 na freguesia de Santa Anna das Lavras do Funil. 
Em 1804, com a chegada do Padre Cleto (Joaquim Cleto de Lana), passou a se chamar Dores do Pântano.
Em 1866, a freguesia é elevada a vila e município, por lei provincial da época, sendo desmembrada do território de Três Pontas e com sede no povoado de Dores.
Em 1814, iniciou-se a construção da nova igreja matriz, o que fortaleceria o futuro município devido ao cunho político da religião na época. Nessa mesma época, chegavam as primeiras mudas de café, iniciando ali uma fase de riqueza e progresso para município, que despontava como um importante produtor cafeeiro nacional.
Em 15 de novembro de 1868, foi instalada a Câmara Municipal. 
Pela Lei Provincial nº 1611, a  vila foi elevada à categoria de cidade. 
Em 1958, com a criação do Lago de Furnas, a cidade passou a crescer em seu entorno ganhando ares de cidade turística, mudando sua trajetória também agora focada para o turismo.

### Cronologia
- Ensina José Nicodemos de Figueiredo que no último quartel do século XVIII, faiscadores de ouro da região de São João Del Rey, aventurando-se na mineração, atingiram a região de Lavras. Dentre eles, estava João de Souza Bueno, parente do célebre bandeirante Bartolomeu Bueno do Prado (neto do Anhanguera), que procurava o rumo de Jacuí, onde haviam sido descobertas jazidas de ouro. Descendo para o lado da atual cidade de Três Pontas, aí se deteve, adentrando pelas matas, em busca de riquezas. Ao chegar às margens do Córrego de Ouro, montou acampamento, na intenção de explorar as vertentes do riacho (que, hoje, delimitam o município de Boa Esperança).
- Antes de 1776, o Capitão-mor de Milícias José Álvares de Figueiredo (que, mais tarde, teria em alguns registros seu sobrenome adulterado para “Alves”) e  seu amigo Constantino de Albuquerque, provenientes um da região de Serranos e outro da de Baependi, rumo ao Rio Sapucaí, chegaram ao acampamento de João de Souza Bueno, no Córrego de Ouro, que abriu para eles o caminho pela floresta até o Ribeirão de São Pedro. Constantino de Albuquerque seguiu para as margens do Rio Sapucaí estabelecendo-se no campo que margeava o rio, nas terras do atual município de Carmo do Rio Claro. O Capitão-mor José Álvares de Figueiredo preferiu se estabelecer naquelas terras, adquirindo os terrenos que transpusera desde o córrego da Capitinga, bem como os que avistava ao longo da serra (Serra da Boa Esperança). O Capitão-mor José Álvares de Figueiredo era português, tendo nascido em São Martinho das Moitas, e pertencia à antiga família Figueiredo, da região de Viseu.
- Explicando, detalhadamente, este estabelecimento, Figueiredo informa que, em 21 de julho de 1778 (Cód. 206, fls. 155, APM), a coroa concedeu a dita sesmaria ao Capitão-mor José Álvares de Figueiredo. E corroborado por Waldemar de Almeida Barbosa, esclarece que o Capitão-mor José Álvares de Figueiredo, de acordo com a legislação então vigente, para conseguir esta sesmaria, deveria já estar de posse da mesma há, pelo menos, dois anos completos, no mínimo; para, só então, receber a devida e definitiva concessão.
- 1804 - O Padre Cleto e algumas famílias chegaram no povoado. Liderados pelo Capitão-mor José Álvares de Figueiredo, os proprietários de terras da região: Francisco José da Silva Serrote e José Meireles de Matos, proprietários do Serrote, dos Meireles, do Mombó, das Cardosas, do Leitão, e Manuel de Barros, proprietário do Barro, deram cada um pedaço de terra para o patrimônio do povoado denominado Dores do Pântano, sendo que o Capitão-mor iniciou a construção da Capela de Nossa Senhora da Dores. Constitui-se, então um curato.
- 1813 – 9 de junho- Um Alvará Régio cria a freguesia de Dores do Pântano. Ainda sob a cura do Padre Cleto.
- 1814 - Instalação da Freguesia de Nossa Senhora da Dores, sendo nomeado a 5 de novembro deste ano, o primeiro pároco, Padre José Francisco Morato.
- 1822 – 18 de janeiro, morre o fundador da cidade, Capitão-mor José Álvares de Figueiredo, “O Velho”.
- 1832 - Com a criação da Freguesia de Três Pontas a demarcação entre as duas freguesias se estabeleceu com o córrego da Capetinga.
- 1854 - Morre o Capitão José Álvares de Figueiredo, “O Moço”, sucessor de seu pai na liderança local.
- 1855 - Os limites da freguesia estão firmados entre os Córregos dos Pintos, do Caxambu, do Cervo e o Rio Grande.
- 1866 – 3 de novembro – A freguesia é elevada a vila, pela lei provincial nº 1303, sendo desmembrada do território de Três Pontas e com sede no povoado de Dores.
- 1868 – 22 de junho – Instalação da Câmara Municipal, sendo seu primeiro presidente o coronel Joaquim Ferreira da Silva Chaves. A lei provincial nº. 1566 denomina  o município de: Dores do Pântano.
- 1869 – 15 de outubro – A lei provincial nº 1611 eleva a vila à categoria de cidade, com a denominação de Dores da Boa Esperança. (Razão pela qual os esperancenses são também chamados dorenses).
- 1856 – 29 de maio – A lei provincial nº 774 cria o distrito de São Francisco de Rio Grande, anexando-o ao município de Dores da Boa Esperança.
- 1873 Foi traçado o limite de território com o Campos Gerais.
- 1875 – 15 de novembro – A  lei provincial nº 2174, cria o distrito de Congonhas da Boa Esperança.
- 1891 - Construção da Igreja de Nossa Senhora Aparecida
- 1892 - Instalação da Comarca com o Juiz de Direito o Dr. João Batista Rabelo.
- 1894 - Instalação da primeira tipografia e primeira edição do Jornal "O Almirante".
- 1897 - Fundado o “Colégio Dorense” por Mário de Castro Chaves, que era admirado pela sua inteligência e que veio a ser o diretor. O colégio funcionava na Praça da Matriz e oferecia ensino normal e "superior", em moldes de internato e externato. (Cf. Revista do Arquivo Público Mineiro - Ouro Preto - 1 de maio de 1898 - pag. 421; “O Almirante”- (periódico local) -  Nº 153 – 13 de fevereiro de 1898).
- 1905 - Supressão da Comarca.
- 1907 - Invasão de gafanhotos produzindo devastação.
- 1911 - O município é registrado com  3 distrito: Dores da Boa Esperança, Congonhas da Boa Esperança e São Francisco do Rio Grande.

É realizada a canalização da água na cidade.
- 1915 - Fundação do Radium Clube Dorense.
- 1916 - Instalação do primeiro serviço telefônico.
- 1918 - Epidemia da Gripe espanhola trazida pelo Circo Tak-Shawa. Instalação do Pronto Socorro Municipal.
- 1919 - Chega à cidade o primeiro automóvel, de propriedade de Pedro Xavier Moura Júnior.
- 1920 – 1 de novembro O recenseamento geral registra o município com três distritos: Dores da Boa Esperança, Congonhas e São Francisco do Rio Grande. Realizada a instalação de energia elétrica na cidade.
- 1923 – 7 de setembro - A lei estadual nº 843:  desmembra do município de Dores da Boa Esperança, o distrito de São Francisco de Rio Grande, que elevado a município, recebe a denominação de Guapé, altera a denominação do distrito de Congonhas (ex-Congonhas da Boa Esperança) para Ilicínea, cria o distrito de Itaci, com terras desmembradas do distrito de Ilicínea (ex-Congonhas); e, ainda, transfere para Boa Esperança o distrito de Coqueiral, antes pertencente ao município de Campos Gerais.
- 1926 - Instalação de sistema de telegrafia.
- 1928 - Construção da estrada até Ilicínea e da canalização de água até Coqueiral.
- 1929 - Construção do Jardim Municipal. Inauguração do 1º Rádio.
- 1930 - Canalização da água em Itaci e instalação de energia elétrica em Coqueiral.
- 1933-1937 - O município é constituído de quatro distritos: Dores da Boa Esperança, Coqueiral, Ilicínea e Itaci.
- 1934 - Agência do Banco Mineiro do Café
- 1937 - Construção do Cemitério Municipal
- 1938 – 17 de dezembro – O decreto lei estadual nº 148 muda o nome da cidade de Dores de Boa Esperança para Boa Esperança. O mesmo decreto transfere o distrito de Itaci para o município de Carmo do Rio Claro.
- 1939 - Mudança de nome: Dores de Boa Esperança para Boa Esperança. Captação de água potável para a cidade.
- 1940 - Construção do Centro Espírita.
- 1944-1948- O município é constituído de três distritos: Boa Esperança, Coqueiral e Ilicínea.
- 1941 - Instalação da Agência do Banco do Brasil.
- 1942 - Início do calçamento das ruas a paralelepípedos. Criação do Aero Clube. Queda do 1º avião na cidade.
- 1943 - Grandes inundações por causa das chuvas intensas do verão.
- 1944 - Grandes inundações por causa das chuvas intensas do verão.
- 1945 - Volta dos Soldados Dorenses que lutaram nos campos da Itália contra as Forças Alemãs invasoras da 2ª Guerra Mundial.
- 1946 - Instalação da Agência do Banco de Minas Gerais.
- 1948 – 27 de dezembro -  A lei estadual nº 336, desmembra do município de Boa Esperança o distrito de Coqueiral, que é elevado a município.
- 1951 - Inauguração da Vila Moscardini, Vila Nova Era, Laboratório de Pesquisas Clínicas, Vila Maringá, Vila Prefeito João Julio de Faria, Vila Neusa. Abastecimento de água por poços artesianos. Forum Dr. Silveira
- 1953 – 12 de dezembro – A  lei estadual nº 1039, desmembra do município de Boa Esperança o distrito de Ilicínea, que é elevado a município. Inauguração da Estação Rodoviária e do Posto de Higiene.
- 1999 – 10 de julho, o Soberano Pontífice, Papa João Paulo II, então gloriosamente reinante, elevou a antiga e veneranda Igreja Matriz de Nossa Senhora das Dores à dignidade de Basílica Menor, concedendo-lhe o título anexo.
- 2002 – 29 de dezembro, Solene Instalação da Basílica Menor de Nossa Senhora das Dores, sendo primeiro reitor Monsenhor Victor Vieira Arantes.
- 2007 - 16 de maio - Criação do Parque Estadual da Serra da Boa Esperança, com 5.873,9960 hectares de área, pelo decreto estadual nº 44.520.
- 2010 - 15 de maio - Inauguração do Ginásio Poliesportivo Municipal, com capacidade para cinco mil pessoas

## Geografia
- Altitude máxima: 1392 m (Serra da Boa Esperança)
- Altitude Média: 775 m (Beira Lago)
- Temperatura Média Anual: 27 °C
- Precipitação Média Anual: 1500 mm
- Comunidades Rurais: Águas Verdes, Sapezinho, Rancharia, Barro Preto, Lagoinha, Córrego do Ouro, Felícias, Mata do Paiol, Cajurú.
- Ruas: Diversas, entre as principais: Rua Herodiano Barbosa, Rua Jarbas Pimenta, Rua 2 de Novembro, Av. Ametista, Av. João Júlio de Faria, Av. Joaquim Três Pontas, Av. Marechal Floriano Peixoto, Av. Governador Valadares, Rua Bias Fortes, Av. Mariquinha Gomes
- Praças: Pça. Coronel Neves (Jardinzão); Pça. Drº Joaquim Vilela (Jardinzinho); Pça. da Cx. D'água; Pça. da Rodoviária; Pça. do Colégio
- Clima: tropical de altitude

### Municípios lindeiros
- Norte: Ilicínea, Guapé e Cristais
- Leste: Aguanil e Coqueiral
- Sul: Santana da Vargem e Campos Gerais
- Oeste: Carmo do Rio Claro

### Relevo
Composição topográfica:
- Ondulado
- Montanhoso

#### Solo
- Predominante é o tipo “Lê-Latossolo Vermelho Escuro” com textura argilosa.

Fontes: Instituto de Geociências Aplicadas (IGA – CETEC)
Fundação Instituto Brasileiro de Geografia e Estatística – IBGE

### Clima
- Situado nos limites meridionais da zona intertropical e, sob influência da elevada altitude da região, o clima da região é do tipo tropical mesotérmico. A temperatura anual é de 19 °C.
- Verão e a primavera são as estações mais quentes, com máximas diárias variando de 25 a 29 °C, novembro, dezembro e janeiro são os meses mais quentes chegando de 36 a 37 °C e mínima de 9 e 10 °C.
- Com raras temperaturas abaixo de 0 °C, que podem resultar em geadas.
- Em relação ao regime de chuvas, o clima é úmido, com precipitação média anual de aproximadamente 1500 mm.

### Recursos hídricos
- Rio Grande, da bacia do Rio Paraná e de alguns de seus afluentes foram inundados pelo reservatório de Furnas, que circunda o município.

Rios e córregos
- Ribeirão São Pedro
- Ribeirão das Três Pontas
- Ribeirão Marimbondo
- Ribeirão da Maricota
- Represa de Furnas - 1ª Usina Hidrelétrica de Furnas Centrais Elétricas, na bacia do Rio Grande.

## Fauna
Abriga diversas espécies de aves conhecidas como:
- Biguatinga, garça, irerê, gavião-carijó, saracura-preta, frango-d'água, saracura-três-potes, saracura-do-brejo, quero-quero, asa-branca, tuim, jandaia, anu-preto, anu-branco, coruja-do-mato, martim-pescador, joão-de-barro, maria-branca, bem-te-vi, tico-tico, sanhaço-cinzento, tiziu, pássaro-preto-de-brejo, dó-ré-mi.

Mamíferos silvestres como:
- Capivara, veado-mateiro, macaco-prego, cachorro-do-mato, lontra, paca, cutia, morcego frugívoro, gambá e outros. Sendo que alguns destes podem ter migrado para outras áreas.

## Flora
Floresta do tipo Estacional Semidecidual e Ombrófila Mista. Espécies que ocorrem nesta vegetação:
- Açoita-cavalo, angico, cedro, canela, sassafrás, massaranduba, canjerana, amoreira, jatobá, óleo de copaíba, jequitibá, peroba rosa e guatambu. Nas matas ciliares, capixingui, ingá, pinheiro do brejo e ipê do brejo, árvores esparsas e cobertura de arbustos e sub-arbustos apresentando o marolo, barbatimão, espinheira santa, cagáita, ipê do cerrado e pau santo como exemplo.

## Economia
Município agro-pastoril, produtor de grãos, concentra e distribui bens e serviços para os municípios limítrofes.

### Setor primário
- Agricultura: Desenvolve-se a cultura do arroz, alho, batata-inglesa, feijão, milho, café, cana-de-açúcar, mandioca, soja, tomate e frutas, cada uma delas com mais de 100 hectares de terra cultivada. Em primeiro plano esta o café, principal produto que vem mantendo um nível bom de produção. É consumido internamente e exportado para outros municípios e estados do país.Tendo a 5ª maior cooperativa cafeeira do país - Capebe
- Pecuária: Uma das mais antigas atividades econômicas do município conta com rebanho leiteiro e de corte. A suinocultura e a avicultura também têm destaque.

### Setor terciário
- Comércio: Concentra-se principalmente nos bairros Centro e Nova Era.
- Royalties: Os "royalties" são uma ajuda financeira que a Central Elétrica de Furnas paga aos Municípios que fazem parte das "bacias de empresas geradoras de eletricidade".
- Turismo: As atividades voltadas para o consumo turístico tem participação considerável no valor total da produção do setor de serviços no município de Boa Esperança. Os grupos de atividades de serviços turísticos com maior participação no valor da produção foram alimentação, hotelaria, transportes rodoviários e lazer.

## Bairros
- Centro
- Nova Era
- Jardim Belvedere
- Vila Belém
- Sinara
- Jardim das Acácias
- Maringá
- Centenário
- Jardim Progresso
- Santa Terezinha
- São Sebastião
- Jardim Alvorada
- Santa Cruz
- Jardim das Magnólias
- Geraldo Freire
- Aguinha
- Vila do Toco
- Vila Neusa
- Jardim Bela Bela Vista
- Jardim Novo Horizonte
- Jardim Sol Nascente
- Eldorado
- Santa Rita
- Cristo Rei ou Alan Kardeck
- Jardim Primavera
- Marconi
- Frederico Ozanan
- Aeroporto
- Vista Bonita
- Jardim das Palmeiras
- Jardim Das Acácias
- Jardim Progresso
- Jardim Nova Esperança
- Balneário Costa Marina

## Turismo

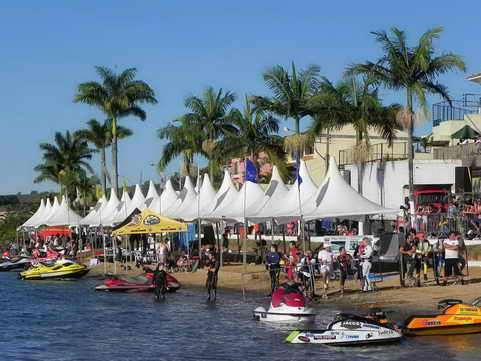
Praia do Bicano durante campeonato de Jet Ski

O município faz parte do circuito turístico Grutas e Mar de Minas.

### Lago de Furnas
O Lago de Boa Esperança possibilitou o desenvolvimento do turismo e do lazer da população. O lago é formado pelo represamento das águas do ribeirão Marimbondo, Maricota e Cascavel. A extensão total é de aproximadamente 8 km² (800ha), sendo 3 km², a “parte que banha a cidade”. Represado no município para formação de uma lagoa perene, circundando de praças, com avenidas arborizadas, restaurantes, instalações para pesca com vara, ancoradouro para barcos e jardins.
- Passeio de Lancha
- Passeio de Jet Ski
- Pesca Esportiva
- Caiaque
- Stand Up Paddle
- Parasail
- Ultraleve
- Praia do Bicano - Criada em torno da Av. Beira Lago com intuito de reunir as pessoas para desfrutarem da beleza do Lago dos Encantos.
- Praia do Celeiro – Localizada nas proximidades da FAFIBE,

### Serra da Boa Esperança
A Serra da Boa Esperança é um atrativo turístico apaziguador, tanto que foi a musa que inspirou Lamartine Babo para sua antológica composição: Serra da Boa Esperança. Merecem destaque as cachoeiras de 4 a 20 m e as caminhadas ecológicas.
- Pico do Branquinho
- Pico das Antenas
- Pico das Areias
- Pico da Igrejinha
- Cachoeiras Santa Luzia I e II
- Cachoeira da Serra
- Cachoeira do Buracão
- Cachoeira Nascente do Rio Sabaré
- Cachoeira da Cava
- Cachoeirinha
- Cachoeira Cabana
- Cachoeira Capão Grande
- Cachoeira das Areias

### Monumentos
- Afonso José Felicori - na Av. Juscelino Kubstichek, instrumentos musicais trabalhados em diversos materiais em exaltação à memória do jovem autor do Hino de Boa Esperança.
- Marco do Centenário -  na Av. XV de outubro é formado uma pirâmide alusiva ao Centenário, apresentando nas faces as bandeiras de Minas Gerais, do Brasil e de Boa Esperança.
- Lamartine Babo - situado na Av. Marechal Floriano Peixoto é formado de um violão contendo nas cordas o busto do autor.

## Transportes

### Sistema rodoviário
- BR-369
- MG-167
- BR-265 (próxima a BR-381 (Rodovia Fernão Dias))[9]

### Sistema aéreo
- Aeroporto próximo: Aeroporto Municipal de Alfenas -  Pista de 1.600 m com balizamento noturno.
- Aeroporto próximo: Aeroporto Municipal de Campo Belo - Pista de  1.420 m sem balizamento noturno.
- Aeroporto próximo: Aeroporto Municipal de Varginha - Pista de 2.000+ com balizamento noturno.

## Eventos
Festas religiosas, oficiais e não-oficias por datas:
- Janeiro - Baile da Praça I
- Fevereiro/Março - Carnaval (carnaboa / carnaval na boa)
- Maio - Finais do Campeonato Brasileiro de Jet Sky (desde 89)
- Maio - Dia Do Trabalhador
- Festa do Cooperado - CAPEBE.
- Junho - Festa da Família dorense (arraiá da Paróquia) e diversas outras excelentes festas juninas que se estendem até julho
- Julho - Baile da Praça II
- Setembro - Festival Nacional da Canção FENAC (O Maior Festival de Música do Brasil)
- Setembro - Dia 15: Dia da Padroeira, Nossa Senhora das Dores
- Outubro – Dia 15: Aniversário da cidade
- Jan a Dez - Bailes e Boates no Radium Clube Dorense
- Jan a Dez - Bailes no Clube dos Operários

## Esportes

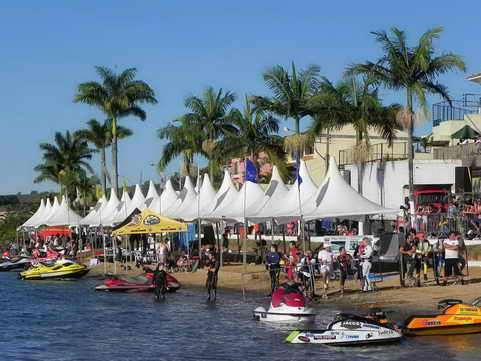
Campeonato Brasileiro de Jetsky de Boa Esperança.

A cidade é palco de uma das etapas do Campeonato Brasileiro de Jet Ski. A vocação náutica do município, esta inserida no cotidiano dos esperancenses, devido a presença visual do lago na maior parte da cidade. Natação, mergulho, pescaria, windsurf, parapente, passeio de pedalinho, e até mesmo um cooper em torno do lago entre outros, se tornaram atrativos saudáveis e periódicos dos nossos cidadãos.
Destaca-se também o Motocross e o Campeonato Municipal de Futebol.
Time de futebol
MEC (Minas Esporte Clube) - Campeão 2ª Divisão Camp. Mineiro de 1987
Estádios e ginásios
- Estádio Municipal Drº Joaquim Vilela (MEC) - Capac. 5.000 pessoas)
- Estádio Campo de JENE
- Estádio Campo do União
- Estádio Campo do Guarani
- Estádio Campo do Richester
- Estádio Campo do Atlético Esperancese
- Estádio Campo das Populares
- Ginásio Poliesportivo Bairro Maringá
- Ginásio Poliesportivo Municipal (cap. 5.000 pessoas)

## Comunicação

### Emissoras de Rádio[10]
- Serra FM (FM 88,5)
- Classe Comunitária (FM 104,9)

### Telefonia
Telefonia Fixa
- Oi fixo (Telemar)

Telefonia Móvel
- Oi
- Claro
- Vivo
- Tim

### Canais de TV[11]
TV Aberta
- RecordTV Minas (RecordTV)
- Band Minas (Band)
- Rede Minas (TV Cultura e TV Brasil)
- EPTV Sul de Minas (Rede Globo)
- RedeTV!
- TV Alterosa (SBT)
- Rede Vida
- TV Canção Nova
- TV Assembleia

TV Fechada
- Oi TV
- SKY
- Claro TV

### Provedores de Internet
- Claro 3G
- Vivo  3G
- Control Net
- Zig Net
- Zap Banda Larga
- TP Net
- Global Web Brasil

## Serviços

### Água e esgoto
Feito pelo SAAE (Sistema Autônomo de Água e Esgoto),sendo água tratada na ETA - Estação de Tratamento de Água e esgoto tratado na ETE - Estação de Tratamento de Esgoto.

### Energia elétrica
O município de Boa Esperança é abastecido pela CEMIG (Centrais Energéticas de Minas Gerais).

### Telefonia fixa
Oi (Telemar)

### Ônibus urbanos
Circular - Passaro Livre

## Educação

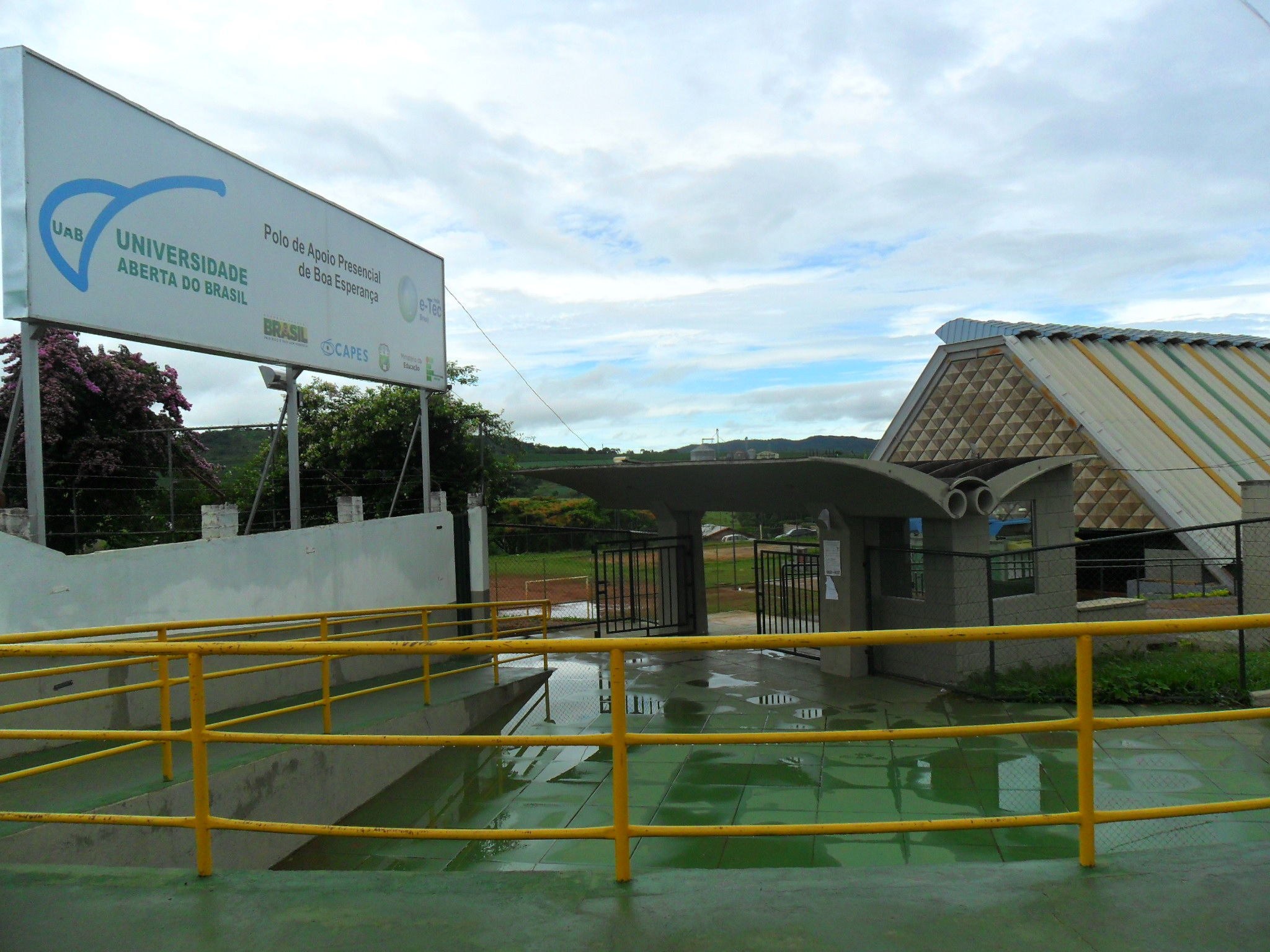
Polo da Universidade Aberta do Brasil em Boa Esperança

### Ensino fundamental e médio
O município possui escolas municipais, estaduais e particulares, que oferecem ensino infantil, fundamental e médio:  
- Escola Infantil Vivinfância -  Particular
- Associação de Pais e Amigos dos Excepcionais - APAE de Boa Esperança
- Colégio POSITIVO - SEI / Colégio SEI (Sistema de Ensino Integrado) -  Particular
- Colégio Padre Júlio Maria Rede Pitágoras e Bernoulli - Particular
- Escola Comendador Geraldo Freire da Silva - Educação Profissional
- Centro Estadual de Educação Continuada - CESEC
- Centro Vocacional Tecnológico - CVT
- EE. Drº Joaquim Vilela
- EE. Padre João Vieira da Fonsêca
- EE. Sílvia Mesquita
- EE. Casimiro Silva
- EE. Belmiro Braga
- EE. Drº Sá Brito
- EE. Achiles Naves
- EM. Vovó Valdete
- EM. José Aldo dos Santos
- EM. Nestor Lacerda
- HELP Informática
- Wizard English/Español

### Ensino superior
No município de Boa Esperança está sediado um polo de apoio presencial da Universidade Aberta do Brasil.
Em 2011 a Faculdade de Filosofia e Letras - FAFIBE, retornou suas atividades, sob o comando do Grupo IEducare, passando a se chamar FAFIBE/IEDUCARE, oferecendo vários cursos de níveis superiores

## Segurança
- Guarda Municipal
- Polícia Militar
- Polícia Civil
- Polícia Rodoviária
- Sistema Prisional

## Religiosidade
Diocese de Campanha
- Basílica Menor de Nossa Senhora das Dores Altar Basílica Menor de Nossa Senhora das Dores.
- Matriz de Santa Rita
- Santuário Bom Jesus
- Igreja de São José

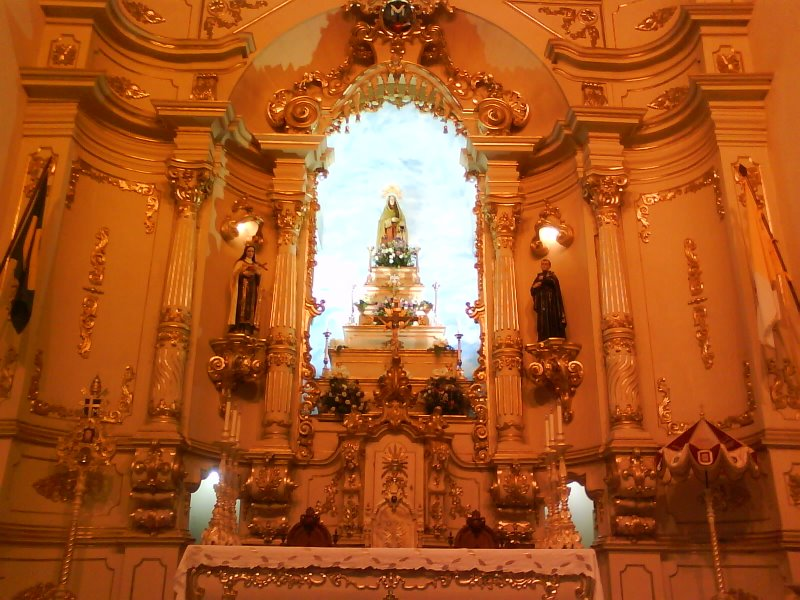
Altar Basílica Menor de Nossa Senhora das Dores.

- Igreja Nossa Senhora das Graças - Bairro Centenário
- Igreja de Nossa Senhora Aparecida - Comunidade Rural Sapezinho / Comunidade Rural Barro Preto
- Igreja de Santo Expedito - Bairro Maringá
- Igreja Cristo Ressuscitado - Jardim Nova Esperança
- Igreja Nossa Senhora Aparecida - Bairro Aguinha

A mais antiga igreja da cidade é a Basílica de Nossa Senhora das Dores; O município pertence à Diocese de Campanha.
Existem também diversas igrejas evangélicas, dentre elas a Igreja Adventista do Sétimo Dia,  Assembleia de Deus, Congregação Cristã no Brasil, Igreja Presbiteriana do Brasil, Primeira igreja Batista, Igreja Universal do Reino de Deus, Igreja Mundial do Poder de Deus, Centros Espíritas.

## Filhos ilustres
- Dom Dimas Lara Barbosa
- Nelson Freire
- Newton Freire Maia
- Rubem Alves